# 瓦迪斯瓦夫·日穆达
瓦迪斯瓦夫·日穆达（波蘭語：Władysław Żmuda，1954年6月6日—），波兰男子足球运动员，司职后卫。他曾代表波兰国奥队参加1976年夏季奥林匹克运动会足球比赛，获得一枚银牌。